# Eudejeania nigra
Eudejeania nigra là một loài ruồi trong họ Tachinidae.